# Фермьюз
Фермью́з (англ. Fermeuse) — небольшой город (town) на острове Ньюфаундленд в канадской провинции Ньюфаундленд и Лабрадор. На момент проведения последней переписи населения в Фермьюзе проживало 325 человек. Значительная часть населения занята в рыбной промышленности и бюджетном секторе. В Фермьюзе действует католическая церковь Сент-Чарльз Борромео.

## География
Фермьюз находится в одноимённой бухте на восточном побережье полуострова Авалон. Расстояние до административного центра и крупнейшего города провинции Сент-Джонса по автодорогам составляет 90,5 километров.

## История
Первое европейское поселение на территории современного городка появилось в XVI веке и было основано португальскими рыбаками. На старых португальских картах этот район отмечен как R. Fermoso или Rio Fremoze.